# 迪斯特湖 (特門-林根瓦爾德)
53°05′33″N 13°45′36″E / 53.0926°N 13.7601°E
迪斯特湖（德語：Düstersee），是德國的湖泊，位於該國東北部，由勃蘭登堡州負責管轄，處於特門-林根瓦爾德，長1公里、寬0.9公里，面積0.44平方公里，海拔高度67米，最大水深14米。